# Acidente de viação envolvendo equipa da ADV em Vilankulos
Um acidente de viação ocorrido na tarde desta sexta-feira (01/08/2025), na zona de Nhabete, distrito de Zavala, província de Inhambane, provocou a morte do Chefe do Departamento de Futebol da Associação Desportiva de Vilankulo (ADV) e ferimentos em 18 outros membros da delegação, um dos quais em estado grave.
As autoridades da província de Inhambane, afirmaram que o acidente foi mais um alerta para a necessidade urgente de repensar a forma como que as equipas deslocam-se para os jogos, para evitar que tragédias como esta se repitam.
O autocarro que transportava a equipa de futebol da Associação Desportiva de Vilankulo despistou e capotou na região de Chissibuca, distrito de Zavala. O condutor do autocarro disse que não consegue explicar o que aconteceu, mas a chuva intensa que se fazia sentir naquele local e o estado escorregadio da estrada contribuíram para o sinistro.
O responsável do Hospital Distrital de Quissico disse que 12 pessoas tiveram ferimentos ligeiros e 6 tiveram tratamentos ambulatórios, estando assim fora de perigo.